# Merkury z Cezarei
Merkury z Cezarei Kapadockiej (ur. ok. 224 w Kapadocji, wówczas rzymskiej prowincji wschodniej części Azji Mniejszej, zm. ok. 250 w Cezarei Kapadockiej) – rzymski żołnierz, męczennik chrześcijański, święty katolicki i prawosławny.

## Życiorys
Jego biografia jest niepewna i słabo udokumentowana. Jako jego miejsce urodzenia w Kapadocji tradycyjnie wskazywane jest miasto Eskentos, być może jest to Nevşehir. Miał być z pochodzenia Scytem.
W połowie III wieku, gdy Cesarstwo Rzymskie zwalczało chrześcijan, Cezarea Kapadocka była jednym z ważnych ośrodków chrześcijaństwa w regionie. Według najbardziej rozpowszechnionej wersji, Merkury z Cezarei, rzymski żołnierz niedawno nawrócony na chrześcijaństwo, walczył bohatersko u boku cesarza Decjusza (249–251) w wojnie z Gotami i został nagrodzony przez cesarza za odwagę. Jednak później Merkury odmówił złożenia pogańskiej ofiary, za co wysłano go do Cezarei i tam ścięto.
Lokalizacja grobu św. Merkurego jest nieznana, a jego arabskie imię Abu Seifein (‏أبو سيفين‎) oznacza „posiadacza dwóch mieczy” w odniesieniu do drugiego miecza, który według legendy miał mu podać Archanioł Michał.